# Wilhelm Stenhammar
Carl Wilhelm Eugen Stenhammar est un compositeur, pianiste et chef d'orchestre suédois, né le 7 février 1871 à Stockholm et mort le 20 novembre 1927 à Jonsered dans la province historique de Västergötland.

## Biographie
Il commence à apprendre le piano, entre à l'école de musique de Richard Andersson, travaille la théorie avec Joseph Dente et l'orgue avec Heintze et Lagerren. Puis il suit les cours de théorie avec Emil Sjörgren et Andreas Hallén. Après avoir étudié la musique à Stockholm, il part pour Berlin afin de perfectionner sa technique pianistique avec Karl Heinrich Barth (1892-93). Il fait alors des tournées de pianiste. 
Il fait ses débuts de chef d'orchestre en 1897 en dirigeant son ouverture Excelsior !.
Il était dans sa jeunesse un fervent admirateur de la musique allemande, et particulièrement de celle de Richard Wagner et Anton Bruckner. Il s'est ensuite émancipé pour adopter un style « nordique », influencé par Carl Nielsen et Jean Sibelius. La symphonie nº 2 de Sibelius a été très importante pour Stenhammar.
De 1907 à 1922, il fut directeur artistique et chef d'orchestre de l'orchestre symphonique de Göteborg, le premier orchestre complètement professionnel de Suède. Il a également officié pendant une courte période en 1909 à l'Université d'Uppsala. Il eut parmi ses élèves le compositeur Hilding Rosenberg, l'un des précurseurs du modernisme en Suède.

## L'œuvre

### Liste des compositions

#### Œuvres pour orchestre
- - Symphonie no 1 en fa majeur (1902/03, créée à Stockholm en décembre en 1903, elle fut rejetée par son compositeur qui ne lui donna pas de numéro d'opus, la jugeant trop brücknerienne, surtout après qu'il découvre la même année la deuxième symphonie de Sibelius. Stenhammar ne l'a jamais plus fait rejouer de son vivant[1])
  - Symphonie no 2 en sol mineur, opus 34 (1911-15, création à Göteborg 22 avril 1915 sous la direction du musicien. De fait, la seule symphonie achevée reconnue par son auteur)
  - Symphonie no 3 en do majeur (1918/19, fragments)
  - Sérénade en fa majeur, opus 31 (1908-13, revu 1919)
  - Excelsior !, ouverture de concert, opus 13 (1896)*
  - Concerto pour piano no 1 en si bémol mineur, opus 1 (1893, création à Stockholm 17 mars 1894, avec le compositeur au piano qui le joua, par la suite, à Berlin, à Munich, à Manchester puis cessa de l’interpréter, à tel point que l'on crût que la partition fut perdue. Une copie n'en a été retrouvée qu'en 1990[1] )
  - Concerto pour piano no 2 en ré mineur, opus 23 (1904-07, création à Göteborg 15 avril 1908)
  - Deux romances sentimentales pour violon et orchestre, opus 28 (1910) (il existe également une version pour violon et piano et une autre pour flûte et orchestre[1])
  - Lodolezzi Sjunger, suite pour orchestre, opus 39 (1919)

#### Œuvres pour la scène
- - Gildet på Solhaug («La Fête de Solhaug»), opéra d'après Ibsen, Opus 6 (1893), créé en allemand sous le titre Das Fest auf Solhaug, Stuttgart, 12 avril 1899
  - Tirfing (opéra), opus 15 (Stockholm, 9 décembre 1898)
- Ett drömspel, musique de scène pour la pièce de Strindberg
- Lodolezzi sjunger, musique de scène pour la pièce de H. Bergman
- Chitra, musique de scène pour la pièce de Tagore

#### Œuvres chorales
- - I rosengård (1888-89)
  - Norrland pour voix d'hommes
  - Snöfrid pour voix solistes opus 5 (1891)
  - Ett Folk (cantate), avec baryton opus 22 (1904-1905)
  - Midvinter, opus 24 (1907), basé sur un chant traditionnel suédois
  - Folket i Nifelhem Vårnatt, opus 30 (1911-12)
  - Sangen (cantate), opus 44 (1921)
  - Environ 60 chansons

#### Musique de chambre
- - Quatuor pour cordes no 1 en do majeur, opus 2 (1894)
  - Quatuor pour cordes no 2 en do mineur, opus 14 (1896)
  - Quatuor pour cordes no 3 en fa majeur, opus 18 (1900)
  - Quatuor pour cordes no 4 en la mineur, opus 25 (1909)
  - Quatuor pour cordes no 5 en do majeur, opus 29 (1910)
  - Quatuor pour cordes no 6 en ré mineur, opus 35 (1916)
  - Sonate pour violon en la mineur, opus 19 (1899/1900)

#### Œuvres pour piano
- - Sonate no 1 en do majeur (1880)
  - Sonate no 2 en do mineur (1881)
  - Sonate no 3 en la dièse majeur (1885)
  - Sonate no 4 en sol mineur (1890)
  - Sonate en la dièse majeur, opus 12 (1895)
  - 3 Fantaisies, opus 11 (1895)
  - Late Summer, 5 pièces de l'opus 33 (1914)

## Discographie
- Concerto pour piano et orchestre no 1 (version originale) et Fragment de la Symphonie no 3 : Mats Widlund (piano) et Royal Stockholm Philharmonic Orchestra, Gennady Rozhdestvensky (direction d'orchestre), 1 CD Chandos, 1992 (OCLC 858552205)
- Symphonies no 1, sans op., et no 2, op. 34 ; Sérénade, op. 31, et Excelsior !, op. 13 (ouverture symphonique) : Göteborg Symphony Orchestra, Neeme Järvi (direction d'orchestre), 2 CD Deutsche Grammophon, 1995 (OCLC 892983505)
- Concertos pour piano et orchestre no 1, op. 1 et no 2, op. 23 : Seta Tanyel (piano) et Helsingborg Symphony Orchestra, Andrew Manze (direction d'orchestre), 1 CD Hyperion, 2009 (OCLC 899901879)
- Quatuors à cordes no 3 en fa majeur, op. 18 ; no 4 en la mineur, op. 25 ; no 5 en ut majeur « Serenade », op. 29 ; no 6 en ré mineur, op. 35 : Oslo String Quartet, 2 CD CPO , 2011 (OCLC 937050701)
- Quatuors à cordes no 1 à 6, Freskkvartetten, Gotlandskvartetten, Köpenhamns strakkvartett, Caprice, P 1983. 3 disques : 33 t + 1 brochure (32 p.) ; notice en suédois et anglais, Bo Wallner, 1983.